# Территориальная прелатура Помпеи
Территориальная прелатура Помпеи или Территориальная прелатура Блаженной Девы Марии Святейшего Розария (лат. Praelatura Territorialis Pompeiana seu Beatissimae Virginis Mariae a SS.mo Rosario, итал. Prelatura territoriale di Beatissima Vergine Maria del Santissimo Rosario) — территориальная прелатура Римско-католической церкви, в составе митрополии Неаполя, входящей в церковную область Кампании. В настоящее время епархией управляет прелат, архиепископ (титул персональный) Карло Либерати.
Клир епархии включает 50 священников (40 епархиальных и 10 монашествующих священников), 4 диаконов, 20 монахов, 160 монахинь.
Адрес епархии: Piazza Bartolo Longo 1, 80045 Pompei (Napoli), Italia. Телефон: 081 857 72 58; 081 863 19 60. Факс: 081 857 73 95; 081 857 72 59.

## Территория
В юрисдикцию территориальной прелатуры входят 5 приходов на территории города Помпеи в провинции Неаполь.
Кафедра епископа находится в городе Помпеи в Папской Великой Базилике – Санктуарии Богоматери Розария.

## История
История Санктуария Богоматери Розария в Помпеях тесно связана с именами его основателей — блаженного Бартоло Лонго и его жены Марианны, урожденной графини Фарнараро Де Фуско. Вместе супруги посвятили жизни служению бедным людям.
Храм был построен на пожертвования верующих со всего мира. Его строительство началось 8 мая 1876 года. Вначале строительства ответственным за работы был Антонио Куа, профессор Университета Неаполя, который руководил возведением основного массива здания. Затем Джованни Рисполи занялся внутренней отделкой храма и монументальным фасадом. Все строительные работы были завершены в 1901 году.
4 мая 1901 года Папа Лев XIII присвоил санктуарию статус папской великой базилики.
20 марта 1926 года была основана территориальная прелатура Помпеи.
В храм к Богоматери Розария совершили паломничества Папа Иоанн Павел II 21 октября 1979 года и 7 октября 2003 года и Папа Бенедикт XVI 19 октября 2008 года.
Ныне санктуарий является популярным местом паломничеств не только среди католиков, но и среди туристов. Ежегодно храм посещают более четырёх миллионов человек. 8 мая и в первое воскресенье октября десятки тысяч паломников со всего мира стекаются в город Помпеи для участия в супликациях (молении) Богоматери Помпейской. Эта служба транслируется в прямом эфире по радио и телевидению по всему миру.

## Ординарии епархии
- Карло Кремонези (21.03.1926 — 1927);
- Антонио Анастазио Росси[итал.] (19.12.1927 — 29.03.1948);
- Роберто Ронка[итал.] (21.06.1948 — 1955);
- Аурелио Сеньора (12.03.1957 — 1977);
- Доменико Ваккьяно (30.03.1978 — 13.10.1990);
- Франческо Саверио Топпи (13.10.1990 — 17.02.2001);
- Доменико Соррентино[итал.] (17.12.2001 — 02.08.2003) — назначен секретарем Конгрегации богослужения и дисциплины таинств;
- Карло Либерати[итал.] (5 ноября 2003 года — 10 ноября 2003 года);
- Томмазо Капуто (c 10 ноября 2012 года — по настоящее время).

## Статистика
На конец 2004 года из 25 916 человек, проживающих на территории епархии, католиками являлись 24 550 человек, что соответствует 94,7 % от общего числа населения епархии.
| год  | население | население | население | священники | священники        | священники         | священники                           | постоянные диаконы | монахи  | монахи  | приходы |
| год  | католики  | всего     | %         | всего      | белое духовенство | черное духовенство | число католиков на одного священника | постоянные диаконы | мужчины | женщины | приходы |
| ---- | --------- | --------- | --------- | ---------- | ----------------- | ------------------ | ------------------------------------ | ------------------ | ------- | ------- | ------- |
| 1950 | 10.500    | 10.600    | 99,1      | 20         | 8                 | 12                 | 525                                  |                    | 12      | 100     | 1       |
| 1969 | 15.530    | 16.000    | 97,1      | 53         | 41                | 12                 | 293                                  |                    | 36      | 186     | 2       |
| 1980 | 18.921    | 18.950    | 99,8      | 58         | 46                | 12                 | 326                                  |                    | 33      | 180     | 4       |
| 1990 | 20.120    | 20.300    | 99,1      | 47         | 39                | 8                  | 428                                  | 1                  | 24      | 166     | 5       |
| 1999 | 21.300    | 21.800    | 97,7      | 54         | 42                | 12                 | 394                                  | 3                  | 26      | 171     | 5       |
| 2000 | 21.500    | 22.000    | 97,7      | 50         | 38                | 12                 | 430                                  | 3                  | 26      | 143     | 5       |
| 2001 | 21.750    | 22.050    | 98,6      | 52         | 42                | 10                 | 418                                  | 4                  | 25      | 175     | 5       |
| 2002 | 21.750    | 22.050    | 98,6      | 52         | 42                | 10                 | 418                                  | 4                  | 20      | 175     | 5       |
| 2003 | 21.750    | 22.050    | 98,6      | 51         | 41                | 10                 | 426                                  | 4                  | 20      | 175     | 5       |
| 2004 | 24.550    | 25.916    | 94,7      | 50         | 40                | 10                 | 491                                  | 4                  | 20      | 160     | 5       |